# Liste des cantons des Côtes-d'Armor

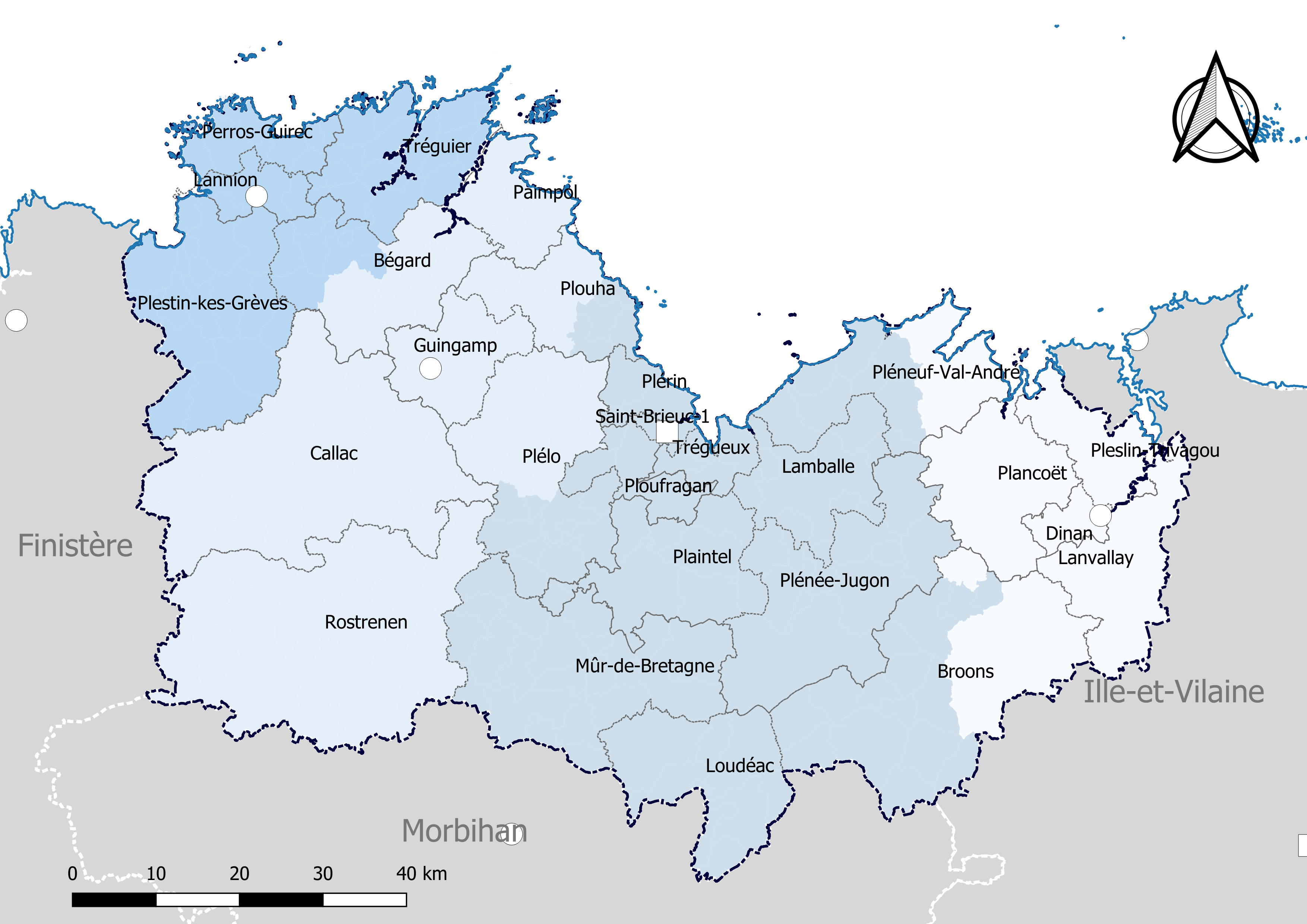
Découpage cantonal du département des Côtes-d'Armor, avec en surimpression les arrondissements (en nuances de bleu) - Carte arrêtée au 1er janvier 2019.

Le département des Côtes-d'Armor compte 27 cantons depuis 2015. Avant le redécoupage cantonal de 2014, ce département en comptait 52.

## Histoire

### Période de 1982 à 2015
Après la division des anciens cantons de Saint-Brieuc-Nord et Saint-Brieuc-Sud en 6 cantons (cantons de Saint-Brieuc-Nord, Saint-Brieuc-Ouest, Saint-Brieuc-Sud, Plérin, Ploufragan, Langueux) en 1982, le département des Côtes-d'Armor comptait 52 cantons.

Cantons et arrondissements des Côtes-d'Armor avant 2015.

Liste des 52 anciens cantons des Côtes-d'Armor, par arrondissement :
- arrondissement de Dinan (12 cantons - sous-préfecture : Dinan) :
canton de Broons - canton de Caulnes - canton de Collinée - canton de Dinan-Est - canton de Dinan-Ouest - canton d'Évran - canton de Jugon-les-Lacs - canton de Matignon - canton de Merdrignac - canton de Plancoët - canton de Plélan-le-Petit - canton de Ploubalay

- arrondissement de Guingamp (12 cantons - sous-préfecture : Guingamp) :
canton de Bégard - canton de Belle-Isle-en-Terre - canton de Bourbriac - canton de Callac - canton de Gouarec - canton de Guingamp - canton de Maël-Carhaix - canton de Mûr-de-Bretagne - canton de Plouagat - canton de Pontrieux - canton de Rostrenen - canton de Saint-Nicolas-du-Pélem

- arrondissement de Lannion (7 cantons - sous-préfecture : Lannion) :
canton de Lannion - canton de Lézardrieux - canton de Perros-Guirec - canton de Plestin-les-Grèves - canton de Plouaret - canton de la Roche-Derrien - canton de Tréguier

- arrondissement de Saint-Brieuc (21 cantons - préfecture : Saint-Brieuc) :
canton de Châtelaudren - canton de la Chèze - canton de Corlay - canton d'Étables-sur-Mer - canton de Lamballe - canton de Langueux - canton de Lanvollon - canton de Loudéac - canton de Moncontour (Côtes-d'Armor) - canton de Paimpol - canton de Pléneuf-Val-André - canton de Plérin - canton de Plœuc-sur-Lié - canton de Ploufragan - canton de Plouguenast - canton de Plouha - canton de Quintin - canton de Saint-Brieuc-Nord - canton de Saint-Brieuc-Ouest - canton de Saint-Brieuc-Sud - canton d'Uzel

Il y a une homonymie exacte pour l'ancien canton de Moncontour, à ne pas confondre avec l'ancien canton de Moncontour situé dans le département de la Vienne.

### Période 2015 à aujourd'hui
Dans la poursuite de la réforme territoriale engagée en 2010, l'Assemblée nationale adopte définitivement le 17 avril 2013 la réforme du mode de scrutin pour les élections départementales destinée à garantir la parité hommes/femmes. Les lois (loi organique 2013-402 et loi 2013-403) sont promulguées le 17 mai 2013. À partir de mars 2015, date du premier renouvellement général des assemblées départementales suivant la publication du décret, les conseillers départementaux sont élus au scrutin majoritaire binominal mixte. Les électeurs de chaque canton éliront au Conseil départemental, nouvelle appellation des Conseils généraux, deux membres de sexe différent, qui se présenteront en binôme de candidats. Les conseillers départementaux seront élus pour 6 ans au scrutin binominal majoritaire à deux tours, l'accès au second tour nécessitant 10 % des inscrits au 1er tour. En outre la totalité des conseillers départementaux est renouvelée.
Ce nouveau mode de scrutin nécessite un redécoupage des cantons dont le nombre est divisé par deux avec arrondi à l'unité impaire supérieure si ce nombre n'est pas entier impair et avec des conditions de seuils minimaux. Dans les Côtes-d'Armor le nombre de cantons passe ainsi de 52 à 27.
Les critères du remodelage cantonal sont les suivants : le territoire de chaque canton doit être défini sur des bases essentiellement démographiques, le territoire de chaque canton doit être continu et les communes de moins de 3 500 habitants sont entièrement comprises dans le même canton. Il n’est fait référence, ni aux limites des arrondissements, ni à celles des circonscriptions législatives.
Conformément à de multiples décisions du Conseil constitutionnel depuis 1985 et notamment  sa décision n° 2010-618 DC du 9 décembre 2010,  il est admis que le principe d’égalité des électeurs au regard des critères démographiques est respecté lorsque le ratio conseiller/habitant de la circonscription est compris dans une fourchette de 20 % de part et d'autre du ratio moyen conseiller/habitant du département. Pour le département des Côtes-d'Armor, la population de référence est la population légale en vigueur au 1er janvier 2013, à savoir la population millésimée 2010, soit 591 641 habitants. Avec 27 cantons la population moyenne par conseiller départemental est de 21 913 habitants. Ainsi la population de chaque nouveau canton doit-elle être comprise entre 17 530 habitants et 26 295 habitants pour respecter le principe de l'égalité citoyenne au vu des critères démographiques.

## Composition actuelle

### Composition détaillée
| N° | Nom du Canton      | Bureau centralisateur | Population (2022) | Nombre de communes entières  | Communes composant le canton |
| -- | ------------------ | --------------------- | ----------------- | ---------------------------- | --- |
| 1  | Bégard             | Bégard                | 21 956            | 23                           | Bégard, Berhet, Brélidy, Caouënnec-Lanvézéac, Cavan, Coatascorn, Kermoroc'h, Landebaëron, Mantallot, Pédernec, Ploëzal, Plouëc-du-Trieux, Pluzunet, Pontrieux, Prat, Quemper-Guézennec, Quemperven, Runan, Saint-Clet, Saint-Laurent, Squiffiec, Tonquédec, Trégonneau. |
| 2  | Broons             | Broons                | 24 010            | 26                           | Broons, Caulnes, La Chapelle-Blanche, Éréac, Gomené, Guenroc, Guitté, Illifaut, Lanrelas, Laurenan, Loscouët-sur-Meu, Mégrit, Merdrignac, Mérillac, Plumaudan, Plumaugat, Rouillac, Saint-Jouan-de-l'Isle, Saint-Launeuc, Saint-Maden, Saint-Vran, Sévignac, Trédias, Trémeur, Trémorel, Yvignac-la-Tour. |
| 3  | Callac             | Callac                | 17 922            | 28                           | Belle-Isle-en-Terre, Bourbriac, Bulat-Pestivien, Calanhel, Callac, Carnoët, La Chapelle-Neuve, Coadout, Duault, Gurunhuel, Kerien, Kerpert, Loc-Envel, Lohuec, Louargat, Maël-Pestivien, Magoar, Moustéru, Plésidy, Plougonver, Plourac'h, Plusquellec, Pont-Melvez, Saint-Adrien, Saint-Nicodème, Saint-Servais, Senven-Léhart, Tréglamus. |
| 4  | Dinan              | Dinan                 | 24 051            | 5                            | Aucaleuc, Dinan, Quévert, Trélivan, Vildé-Guingalan. |
| 5  | Guingamp           | Guingamp              | 26 649            | 9                            | Goudelin, Grâces, Guingamp, Le Merzer, Pabu, Plouisy, Ploumagoar, Pommerit-le-Vicomte, Saint-Agathon. |
| 6  | Lamballe-Armor     | Lamballe-Armor        | 25 057            | 9 + fraction                 | Andel, Coëtmieux, Hénansal, Lamballe-Armor, Landéhen, La Malhoure, Noyal, Pommeret, Quintenic, Saint-Rieul. |
| 7  | Lannion            | Lannion               | 23 906            | 3                            | Lannion, Ploulec'h, Rospez. |
| 8  | Lanvallay          | Lanvallay             | 21 354            | 17                           | Bobital, Brusvily, Calorguen, Les Champs-Géraux, Évran, Le Hinglé, Lanvallay, Pleudihen-sur-Rance, Plouasne, Le Quiou, Saint-André-des-Eaux, Saint-Carné, Saint-Hélen, Saint-Judoce, Saint-Juvat, Tréfumel, Trévron. |
| 9  | Loudéac            | Loudéac               | 18 712            | 10                           | Le Cambout, La Chèze, Coëtlogon, Loudéac, Plémet, Plumieux, La Prénessaye, Saint-Barnabé, Saint-Étienne-du-Gué-de-l'Isle, Saint-Maudan. |
| 10 | Guerlédan          | Guerlédan             | 19 023            | 22                           | Allineuc, Caurel, Corlay, Gausson, Grâce-Uzel, Le Haut-Corlay, Hémonstoir, Merléac, La Motte, Guerlédan, Plouguenast-Langast, Plussulien, Le Quillio, Saint-Caradec, Saint-Connec, Saint-Gilles-Vieux-Marché, Saint-Hervé, Saint-Martin-des-Prés, Saint-Mayeux, Saint-Thélo, Trévé, Uzel. |
| 11 | Paimpol            | Paimpol               | 19 167            | 10                           | Île-de-Bréhat, Kerfot, Lanleff, Lanloup, Paimpol, Pléhédel, Ploubazlanec, Plouézec, Plourivo, Yvias. |
| 12 | Perros-Guirec      | Perros-Guirec         | 25 710            | 9                            | Kermaria-Sulard, Louannec, Perros-Guirec, Pleumeur-Bodou, Saint-Quay-Perros, Trébeurden, Trégastel, Trélévern, Trévou-Tréguignec. |
| 13 | Plaintel           | Plaintel              | 19 886            | 9                            | Le Bodéo, Hénon, Moncontour, Plaintel, Plémy, Plœuc-L'Hermitage, Quessoy, Saint-Carreuc, Trédaniel. |
| 14 | Plancoët           | Plancoët              | 19 499            | 18                           | Bourseul, Corseul, Créhen, Landébia, La Landec, Languédias, Languenan, Plancoët, Plélan-le-Petit, Pléven, Plorec-sur-Arguenon, Pluduno, Saint-Jacut-de-la-Mer, Saint-Lormel, Saint-Maudez, Saint-Méloir-des-Bois, Saint-Michel-de-Plélan, Trébédan. |
| 15 | Plélo              | Plélo                 | 26 100            | 22                           | Boqueho, Bringolo, Châtelaudren-Plouagat, Cohiniac, Le Fœil, La Harmoye, Lanfains, Lanrodec, Le Leslay, Plaine-Haute, Plélo, Plerneuf, Plouvara, Quintin, Saint-Bihy, Saint-Brandan, Saint-Fiacre, Saint-Gildas, Saint-Jean-Kerdaniel, Saint-Péver, Trégomeur, Le Vieux-Bourg. |
| 16 | Plénée-Jugon       | Plénée-Jugon          | 19 733            | 11                           | Bréhand, Jugon-les-Lacs, Le Mené, Penguily, Plédéliac, Plénée-Jugon, Plestan, Saint-Glen, Saint-Trimoël, Tramain, Trébry. |
| 17 | Pléneuf-Val-André  | Pléneuf-Val-André     | 26 485            | 14 + fraction Lamballe-Armor | La Bouillie, Erquy, Fréhel, Hénanbihen, Lamballe-Armor, Matignon, Pléboulle, Pléneuf-Val-André, Plévenon, Plurien, Ruca, Saint-Alban, Saint-Cast-le-Guildo, Saint-Denoual, Saint-Pôtan. |
| 18 | Plérin             | Plérin                | 24 158            | 3                            | Plérin, Pordic, Trémuson. |
| 19 | Pleslin-Trigavou   | Pleslin-Trigavou      | 20 538            | 9                            | Beaussais-sur-Mer, Lancieux, Langrolay-sur-Rance, Pleslin-Trigavou, Plouër-sur-Rance, Saint-Samson-sur-Rance, Taden, Tréméreuc, La Vicomté-sur-Rance. |
| 20 | Plestin-les-Grèves | Plestin-les-Grèves    | 21 150            | 17                           | Lanvellec, Loguivy-Plougras, Plestin-les-Grèves, Plouaret, Ploubezre, Plougras, Ploumilliau, Plounérin, Plounévez-Moëdec, Plouzélambre, Plufur, Saint-Michel-en-Grève, Trédrez-Locquémeau, Tréduder, Trégrom, Trémel, Le Vieux-Marché. |
| 21 | Ploufragan         | Ploufragan            | 23 121            | 5                            | La Méaugon, Plédran, Ploufragan, Saint-Donan, Saint-Julien. |
| 22 | Plouha             | Plouha                | 27 456            | 17                           | Binic-Étables-sur-Mer, Le Faouët, Gommenec'h, Lannebert, Lantic, Lanvollon, Pléguien, Plouha, Plourhan, Pludual, Saint-Gilles-les-Bois, Saint-Quay-Portrieux, Tréguidel, Tréméven, Tressignaux, Tréveneuc, Trévérec. |
| 23 | Rostrenen          | Rostrenen             | 20 444            | 29                           | Canihuel, Glomel, Gouarec, Kergrist-Moëlou, Laniscat, Lanrivain, Lescouët-Gouarec, Locarn, Maël-Carhaix, Mellionnec, Le Moustoir, Paule, Perret, Peumerit-Quintin, Plélauff, Plévin, Plouguernével, Plounévez-Quintin, Rostrenen, Saint-Connan, Saint-Gelven, Saint-Gilles-Pligeaux, Saint-Igeaux, Saint-Nicolas-du-Pélem, Sainte-Tréphine, Trébrivan, Treffrin, Trémargat, Tréogan. |
| 24 | Saint-Brieuc-1     | Saint-Brieuc          | 22 381            | Fraction Saint-Brieuc        | Partie de la commune de Saint-Brieuc située à l'ouest d'une ligne définie par l'axe des voies et limites suivantes : depuis la limite territoriale de la commune de Plérin, Vieille-Côte-de-Gouët, rue de Gouët, rue des Forges, place Baratoux, rue de l'Abbé-Vallée, rue du Port, rue du Maréchal-Foch, rue Saint-Vincent-de-Paul, rue Saint-Benoît, rond-point de l'avenue des Promenades, allée Jacques-Chaban-Delmas, passage de la Fontaine-aux-Loups, boulevard Sévigné, place du 8-Mai-1945, boulevard Waldeck-Rousseau, rond-point du boulevard Clemenceau, rue de l'Abbé-Garnier, ligne de chemin de fer de Paris-Montparnasse à Brest, rue Paul-Bert, rue Louis-Braille, place Jacquard, rue Louis-Jouvet, rue de la Reine-Astrid, rue Fulgence-Bienvenüe, jusqu'à la limite territoriale de la commune de Ploufragan. |
| 25 | Saint-Brieuc-2     | Saint-Brieuc          | 22 226            | Fraction Saint-Brieuc        | Partie de la commune de Saint-Brieuc non incluse dans le canton de Saint-Brieuc-1. |
| 26 | Trégueux           | Trégueux              | 25 693            | 4                            | Hillion, Langueux, Trégueux, Yffiniac. |
| 27 | Tréguier           | Tréguier              | 23 211            | 19                           | Camlez, Coatréven, Kerbors, Langoat, Lanmérin, Lanmodez, Lézardrieux, Minihy-Tréguier, Penvénan, Pleubian, Pleudaniel, Pleumeur-Gautier, Plougrescant, Plouguiel, La Roche-Jaudy, Trédarzec, Tréguier, Trézény, Troguéry. |
|    |                    |                       | 609 598           | 373                          | |

### Répartition par arrondissement
Contrairement à l'ancien découpage où chaque canton était inclus à l'intérieur d'un seul arrondissement, le nouveau découpage territorial s'affranchit des limites des arrondissements. Certains cantons peuvent être composés de communes appartenant à des arrondissements différents. Dans le département des Côtes-d'Armor, c'est le cas de huit cantons (Bégard, Guingamp, Lamballe, Mûr-de-Bretagne, Plélo, Plénée-Jugon, Pléneuf-Val-André, Plouha).
Le tableau suivant présente la répartition par arrondissement :
| N° | Canton             | Dinan | Guingamp | Lannion | Saint-Brieuc       |
| -- | ------------------ | ----- | -------- | ------- | ------------------ |
| 1  | Bégard             |       | 14       | 9       |                    |
| 2  | Broons             | 26    |          |         |                    |
| 3  | Callac             |       | 28       |         |                    |
| 4  | Dinan              | 6     |          |         |                    |
| 5  | Guingamp           |       | 7        |         | 2                  |
| 6  | Lamballe           | 1     |          |         | 11                 |
| 7  | Lannion            |       |          | 3       |                    |
| 8  | Lanvallay          | 17    |          |         |                    |
| 9  | Loudéac            |       |          |         | 11                 |
| 10 | Mûr-de-Bretagne    |       | 5        |         | 19                 |
| 11 | Paimpol            |       |          |         | 10                 |
| 12 | Perros-Guirec      |       |          | 9       |                    |
| 13 | Plaintel           |       |          |         | 10                 |
| 14 | Plancoët           | 18    |          |         |                    |
| 15 | Plélo              |       | 6        |         | 17                 |
| 16 | Plénée-Jugon       | 12    |          |         | 6                  |
| 17 | Pléneuf-Val-André  | 10    |          |         | 5                  |
| 18 | Plérin             |       |          |         | 4                  |
| 19 | Pleslin-Trigavou   | 11    |          |         |                    |
| 20 | Plestin-les-Grèves |       |          | 17      |                    |
| 21 | Ploufragan         |       |          |         | 5                  |
| 22 | Plouha             |       | 1        |         | 17                 |
| 23 | Rostrenen          |       | 29       |         |                    |
| 24 | Saint-Brieuc-1     |       |          |         | Fraction St-Brieuc |
| 25 | Saint-Brieuc-2     |       |          |         | Fraction St-Brieuc |
| 26 | Trégueux           |       |          |         | 4                  |
| 27 | Tréguier           |       |          | 22      |                    |
|    | 373                | 101   | 90       | 60      | 122                |